# 佩德拉斯-迪玛丽亚达克鲁斯
佩德拉斯-迪玛丽亚达克鲁斯是巴西米纳斯吉拉斯州的一个市镇。总面积1525.086平方公里，总人口10976人，人口密度7.2人/平方公里。